# Lee Tae-kyung
Lee Myung-hoon (en hangul, 이명훈; 2 de febrero de 1989), conocido artísticamente como Lee Tae-kyung (en hangul, 이태경; RR: I Tae-gyeong), es un actor y comediante surcoreano.

## Biografía
Estudió en el departamento de difusión y entretenimiento de la Universidad Induk.
El 4 de octubre de 2018, se informó que había cambiado su nombre artístico de Lee Myung-hoon por "Lee Tae-kyung".

## Carrera
Es miembro de la agencia Family Entertainment (가족엔터테인먼트). Previamente formó parte de la agencia Lucky Company en 2018.
Participó en el proyecto de sesión de fotos de caridad de la revista ANOUS, cuyas ganancias fueron destinadas a ayudar a las víctimas de abuso infantil. Entre los actores que participaron también se encontraron Son Byung-ho, Jae Hee, Kim Ye-ryung, Lee Se-hee y Lee Il-jun.
En enero de 2014 se unió al elenco recurrente de la serie You're Only Mine donde interpretó a Go Eun-shan, el hermano menor de Go Eun-jung (Lee Min-young).

## Filmografía

### Series de televisión
| Año  | Título                                    | Personaje            | Notas                |
| ---- | ----------------------------------------- | -------------------- | -------------------- |
| 2014 | You're Only Mine                          | Go Eun-shan          |                      |
| 2015 | TV Novel - "In Still Green Days"          | Yoo Sang-min         |                      |
| 2016 | Drinking Solo                             | Graduado de la Clase | ep. #14 - (invitado) |
| 2017 | Rebel: Thief Who Stole the People Prelude | Hong Eob-san         | 1 episodio           |
| 2017 | Rebel: Thief Who Stole the People         | Hong Eob-san         |                      |
| 2017 | Circle                                    | Jefe de Sección Go   | ep. #8 - (invitado)  |
| 2017 | Strongest Deliveryman                     | Jefe de Depto. Park  |                      |
| 2017 | Amor revolucionario                       | Amigo de Byun Hyuk   | (invitado)           |
| 2018 | Ms. Ma, Nemesis                           | Heo Joo-yeong        | [ 6 ]                |

### Series web
| Año  | Título                                  | Personaje | Notas |
| ---- | --------------------------------------- | --------- | ----- |
| 2016 | Thumping Spike 2 (두근두근 스파이크 2)  | -         |       |
| 2017 | Absolutely Perfect Man (완전무결, 그놈) | -         |       |

### Películas
| Año  | Título      | Personaje        | Notas                                               |
| ---- | ----------- | ---------------- | --------------------------------------------------- |
| 2019 | Black Money | fiscal inspector | junto a Cho Jin-woong, Lee Ha-nee y Lee Kyung-young |
| 2020 | Península   | modelo           | junto a Gang Dong-won, Lee Jung-hyun y Lee Re       |

### Programas de variedades
| Año  | Programa                                                 | Notas                                              |
| ---- | -------------------------------------------------------- | -------------------------------------------------- |
| 2021 | Crazy Recipe Adventure (볼빨간 신선놀음)                 | (ep. #3-4) - invitado especial                     |
| 2020 | I Can See Your Voice: Season 7 (너의 목소리가 보여7)     | (ep. #11) - miembro del "Tone-deaf Detective Team" |
| 2018 | Busted! Season 1 (범인은 바로 너)                        | (ep. #3) - invitado                                |
| 2018 | Baek Jong Won's Alley Restaurant (백종원의 골목식당)     | (ep. #13–15) - invitado                            |
| 2018 | Bipedal Life (두발라이프)                                |                                                    |
| 2017 | Happy Together: Season 3 (해피투게더 3)                  | (ep. #501, 505) - invitado                         |
| 2017 | Video Star: Season 1 (비디오스타)                        | (ep. #37) - invitado                               |
| 2016 | Sisters' Hot Choice (언니네핫초이스)                     |                                                    |
| 2016 | Variety Show Employment Agency (예능인력소)              |                                                    |
| 2016 | Saturday Night Live Korea: Season 8 (SNL코리아 시즌8)    | (ep. #1-17) - miembro                              |
| 2014 | The Contact 2014 (접속 2014)                             | (ep. #3) - invitado                                |
| -    | Section TV Entertainment Communication (섹션TV 연예통신) |                                                    |
| -    | Indulge in Comedy (코미디에 빠지다)                      |                                                    |
| -    | Blind Test 180° (블라인드 테스트쇼 180도)                |                                                    |

### Presentador
| Año         | Programa                             | Notas |
| ----------- | ------------------------------------ | ----- |
| 2020 - 2021 | Delivery Food Grounds (배달그라운드) |       |

### Apariciones en videos musicales
| Año  | Intérprete     | Canción          | Notas |
| ---- | -------------- | ---------------- | ----- |
| 2015 | Stephanie      | "Prisoner"       |       |
| 2013 | Park Myung-soo | "You're My Girl" |       |

### Teatro
| Año | Título     | Personaje | Notas |
| --- | ---------- | --------- | ----- |
| -   | 종이비행기 | -         |       |
| -   | Promise    | -         |       |
| -   | 그날       | -         |       |

### Revistas / sesiones fotográficas
| Año | Título         | Notas |
| --- | -------------- | ----- |
| -   | ANOUS Magazine |       |

### Anuncios
| Año  | Título        | Notas |
| ---- | ------------- | ----- |
| 2017 | 배달통        |       |
| -    | 헨어스 에드윈 |       |
| -    | 우리카드      |       |
| -    | SKT텔레콤     |       |
| -    | APTY PLAY     |       |
| -    | HTML          |       |
| -    | 청정원        |       |